# Szőnyi Nagy István
Szőnyi Nagy István (? , 1632 körül (más források szerint 1641) – ? , 1709) református lelkész, prédikátor.

## Élete
Paposkodását feltehetően Tornán kezdte. Hívei ragaszkodtak hozzá és a kereskedők, akik ott jöttek-mentek, rendesen fölkeresték, hogy a vallásos buzgóság azon korában, imádságokat irassanak vele, melyeket utazásukban imádkozzanak és ezért «ő kegyelmek sem voltak feledékenyek, mert valahányszor isten őket meghozta, mindenkor tisztességes ajándékkal jöttenek elébe.» Az írott imádságok azonban hamar elnyűttek, ő tehát később (1681) Patakon kinyomatta azokat egyes kereskedők segítségével. 
1671. március 2-án császári katonák jöttek Kassáról, akik Hamar Ferencz Keglevich főispán udvari papja, Hirko páter és még egy másik pap vezetése alatt megszállották Tornán a református templom udvarát és az egyházi épületeket. A templomot, paplakot és iskolát elvették a reformátusoktól és Szőnyi magánjavait is elkobozták, s ő feleségével Paxi Pannával és kisgyermekükkel «ut nélkül sok vizgázolásokkal, nagy setétben Szikszó felé sietett». Üldözői nyomában voltak, a szikszóiak azonban megvédték a menekülőket. Átmenvén a Tiszán, Polgáriban szállt meg Debreczeni István ottani paptársánál. Innét járt aztán éjjelenként titokban Tornára, erősíteni, biztatni, bátorítani hitsorsosait. De csakhamar felfedezték és végleg menekülnie kellett. 
Számkivetése alatt volt debreceni lelkipásztor. 1672-ben Zilahon első pap volt, innét aztán Kolozsvárra, majd Udvarhelyre, Gyulafehérvárra került. 1681-ben ismét Debrecenben paposkodott. Ekkor tartott Nográdi Mátyás tiszántúli református püspök felett Bajomban gyászbeszédet. 1686-ig Balmazújvárosban és 1686-ban Szoboszlón viselt papi hivatalt. 
Mint szoboszlói pap temette el Felvinczi Sándor híres debreceni papot, akihez «scholai sorsától» fogva mély barátság csatolta s kinek többféle jóságával is élt, mert a gyászbeszéd előszavában mondja: «édes gyermekét, Szőnyi Máriát, e veszedelmes időkben házánál atyai, anyai édesindulattal nem különben tartotta s tanította mint maga gyermekét.» Később ismét visszajutván Kolozsvárra, valószínűleg itt fejtette ki a legnagyobb buzgóságot a népnevelés ügyében. Írt, prédikált, tanította az idősbeket is, «sőt némely czigányok is voltak, kik e tanulásnak édesedvén szépen olvastak és írtak». 1709-ben a már koros férfiút Szatmár hívta meg lelkészül, elment és az azon évben dühöngő pestisnek ő is egyik áldozata lett.

## Munkái
- Martyrok Coronaja, Melly Az evangeliomi igaz vallasban Alhatatossaknak, és a Mártyromság szenvedésben Diadalmassaknak, Fejekben Liliom 'szinü szép gyemantokkal, Rosa szinü drága Rubintokkal fénlik: (tudni illik) Olly idvességes Könyvecske: Mellyben, Miképpen kellessék a Szenteknek a Christus vallásban meg-maradni, az üldözésben magokat viselni, a számkivetést, tömlöczöt szenvedni, s a Martyromságban győzedelmeskedni? világossan meg-mutattya Szőnyi N. István, Christus szolgája s az ő üldöztetésének társa. Kolozsvár, 1674. (Hozzá függesztve: «Szomorú üldöztetése s számkivetése. Sz. N. I-nak a tornai ecclesiából» cz. önéletrajzi részlet. Ujabb kiadása: Norinberga. 1727. A helytartó-tanács 1756-ban e művet a tiltott könyvek közé sorozta. Egykorú kézirata, irta Ladányi Ferencz Koltón 1678. 4rét 444 lap, a m. n. múzeumban.)
- Kegyes lélek vezér csillaga, Istennek otthon s uton valo járásában. t. i. Olly buzgo imadsagok, Mellyeket, Egy igaz vallása miatt hazájábul s szerelmesi közzül ki-bujdosot K. ember: N. K. K. M. U. Kivánságára s kérésére Az honn lévö s szellyel járo Szentek Istennel jarásokban valo igazgattatásokra intézett… Debreczen, M. DC. LXXXI. (Másik kiadása… Hely n., 1681. Patak, 1687., Debreczen, 1714).
- Elö-Hóltak jo illattya. Mellyel ama Bóldog emlekezetü, tiszteletes s tudós Felvinczi Sándor Uramnak, Debreczeni Prédikátor s a környékbéli Ecclesiák Erdemes Seniorjának temetését temjénezte 1686. 30. Mart… Debreczen, M. DC. LXXXVI.
- Paradicsomi Mulatság. Hely. n. 1690.
- Magyar Oskola, mellynek mesterségével az okos és serény Tanító, kiváltképen az idősbeket, írás olvasásra XII orák alatt meg-taníthattya. Kolozsvár, 1695. (Az oktatás végén a szerző névbetűi Sz. N. I. Kol. R. E. P. Toldy Ferencz kiadta: Corpus Grammaticorum. Régi magyar nyelvészek. Pest, 1866. 585-604. l. Ism. Lugossy József, M. Akad. Értesítő 1844. 162. l., Néptanítók Lapja 1876. 1. sz.).
- Utolso Tisztesség, melly adatott Amaz minden Virtusoknak kiváltképen pedig a Kegyesség, Emberség, Mértékletesség és Békességes-türés Tükörének Malom-vizi Kendeffi Janos Uramnak, &c. Mellyet idvességes Prédikátiókban és tudós Oratiókban foglalván, a Nemes Erdély Országa akkor egybegyült szine előtt, 1694. Eszt. Böjt-más Havának 23-dik napján, közönséges helyen beszéllettenek Az Istennek arra rendesen hivattatott Szolgái, Kolozsvárott. (Kolosvár, 1697. Mások beszédeivel együtt).
- Örök élet koronája… 1700.
- Tizenkét csillagok koronája… 1700.

Compendium Martyrologicum c. munkája, melyet a Martyrok koronájához írt előszavában említ, valószínűleg kéziratban maradt. Szőnyi Nagy István kérelme Rákóczy Ferencz erdélyi fejedelemhez, 1708 (Prot. Közlöny 1891. 2 sz.).